# Вертимы (Воложинский район)
Вертимы (бел. Вярці́мы) — деревня в Воложинском районе Минской области Белоруссии. В составе Вишневского сельсовета.

## География
Расположен на дороге Н8290.
Ближайшие населённые пункты Буда, Гончары, Доржни, Круглая, Линки и др.

### Гидрография
Недалеко протекает река Ольшанка.

## Этимология
Полный аналог названию Вертимы — литовский топоним Vertimai (около наднеманского Юрбарка).

## Население

### Численность
- 2009 год — 10 человек

### Динамика
- 2009 год — 10 человек (перепись населения)

## Достопримечательность
Недалеко от деревни расположены ДОТы.